# Іст-Гамптон-Норт (Нью-Йорк)
Іст-Гамптон-Норт (англ. East Hampton North) — переписна місцевість (CDP) в США, в окрузі Саффолк штату Нью-Йорк. Населення — 5377 осіб (2020).

## Географія
Іст-Гамптон-Норт розташований за координатами 40°58′21″ пн. ш. 72°11′20″ зх. д. / 40.97250° пн. ш. 72.18889° зх. д. (40.972518, -72.188770).  За даними Бюро перепису населення США в 2010 році переписна місцевість мала площу 14,60 км², уся площа — суходіл.

## Демографія
Згідно з переписом 2010 року, у переписній місцевості мешкали 4142 особи в 1536 домогосподарствах у складі 951 родини. Густота населення становила 284 особи/км².  Було 2545 помешкань (174/км²).
Расовий склад населення:
| - 76,1 % — білих - 6,0 % — чорних або афроамериканців - 1,1 % — азіатів - 0,7 % — корінних американців - 13,8 % — осіб інших рас |

До двох чи більше рас належало 2,3 %. Частка іспаномовних становила 38,5 % від усіх жителів.
За віковим діапазоном населення розподілялося таким чином: 21,5 % — особи молодші 18 років, 63,2 % — особи у віці 18—64 років, 15,3 % — особи у віці 65 років та старші. Медіана віку мешканця становила 40,0 року. На 100 осіб жіночої статі у переписній місцевості припадало 99,3 чоловіків;  на 100 жінок у віці від 18 років та старших — 100,4 чоловіків також старших 18 років.
Середній дохід на одне домашнє господарство  становив 114 445 доларів США (медіана — 61 523), а середній дохід на одну сім'ю — 155 416 доларів (медіана — 123 750). Медіана доходів становила 52 689 доларів для чоловіків та 45 817 доларів для жінок. За межею бідності перебувало 9,2 % осіб, у тому числі 2,6 % дітей у віці до 18 років та 9,7 % осіб у віці 65 років та старших.
Цивільне працевлаштоване населення становило 2107 осіб. Основні галузі зайнятості: освіта, охорона здоров'я та соціальна допомога — 25,3 %, будівництво — 23,7 %, науковці, спеціалісти, менеджери — 10,3 %, мистецтво, розваги та відпочинок — 6,2 %.